# Nude... si muore
Nude... si muore è un film del 1968 diretto da Anthony Dawson (alias Antonio Margheriti). È noto anche con il titolo di Sette vergini per il diavolo.

## Trama
Una donna viene affogata in una vasca da bagno, poi messa in un baule, che finisce su un camioncino diretto al St. Hilda College con a bordo una nuova arrivata tra gli insegnanti, la signora Clay, professoressa di scienze. Oltre a loro, ci sono anche un giovane insegnante, Richard Barrett, un istruttore di nuoto subacqueo, De Brazzi, e il giardiniere del collegio, La Foret. All'istituto ci sono solo sette ragazze, dato che le altre sono in vacanza. Arrivati a destinazione, dopo le presentazioni, il baule viene portato in cantina. Ben presto una delle ragazze, Betty Ann, che era andata a fare una visita in cantina, viene strangolata e portata via.
Comincia la ricerca della ragazza scomparsa; Jill sostiene che sia morta, uccisa dal giardiniere. Viene ordinato a tutte le ragazze di non uscire dalle camere ma una, Lucille, ha un appuntamento col suo insegnante Richard, con cui ha una relazione. Lucille decide di uscire comunque e va in una casetta su un colle, dove scopre il cadavere di Betty Ann e scappa; incontra Richard e gli racconta tutto. Quando tornano sul posto, il corpo di Betty Ann non c'è più. Lucille, in preda a una forte paura, vuole andarsene dal collegio e così Richard le consiglia di fare la valigia e d'aspettarlo alle tre in piscina. Lucille torna in collegio e, mentre si fa la doccia, il giardiniere la spia da un albero: lei s'accorge di strani movimenti sulla pianta e torna in camera spaventata. Un'altra ragazza, Cinzia, va a farsi la doccia e viene uccisa sotto gli occhi del giardiniere.
Ma questa volta Jill rinviene il cadavere e viene chiamata la polizia. Poco dopo l'arrivo degli agenti, il giardiniere viene ucciso. Lucille vuole scappare perché crede che Cinzia sia stata uccisa al posto suo per errore. Intanto si confida con l'amica Denise e le dice dell'appuntamento in piscina con Richard; dato che dev'essere interrogata dalla polizia, chiede all'amica di andarci al suo posto. Denise accetta e viene attaccata dall'assassino, ma Jill, che l'ha seguita, riesce a farlo scappare urlando. I cani poliziotto rinvengono infine il cadavere di Betty Ann. Di Richard non si hanno più notizie da quando è arrivata la polizia e Lucille lo cerca anche per riferirgli che è il principale indiziato. Alla fine la ragazza lo trova, ma quando sta per salire da lui l'uomo viene spinto giù dalle scale. L'assassino si rivela: è Pierre, cugino di Lucille, che s'era travestito da sig.ra Clay per accaparrarsene la parte d'eredità e fare ricadere la colpa sulla vera signora Clay nascosta nel baule, inscenandone poi il suicidio. Pierre ferisce Richard, ma viene ucciso dall'ispettore Durand. Così la tranquillità ritorna nel collegio e Lucille e Richard finiscono insieme.

## Distribuzioni della pellicola
- Uscita in Italia : 20 febbraio 1968
- Uscita negli USA : 14 agosto 1968